# Crucible Theatre
Le Crucible Theatre est un théâtre construit en 1971 et situé au centre de Sheffield en Angleterre. C'est également l’endroit où se déroule depuis 1977 le championnat du monde de snooker.
Le terme « crucible » signifie creuset en français, au sens de lieu de brassage, de fusion.

## Histoire
Le Crucible Theatre a été construit par MJ Gleeson et ouvert en 1971, pour remplacer le théâtre Playhouse Repertory dans Townhead Street. En 1967, Colin George, le directeur artistique et fondateur du Crucible, avait souhaité une scène moderne pour Sheffield, inspiré par les théâtres créés par Sir Tyrone Guthrie. Tanya Moiseiwitsch, qui avait été impliquée dans la conception des salles de Guthrie, a en été le concepteur. Les architectes Renton Howard Bois Levin ont été engagés et le bâtiment lui-même a commencé à prendre forme en 1969. Il est achevé en deux ans, à temps pour le spectacle d'ouverture en novembre 1971 comprenant outre des fanfares et un divertissement comprenant des enfants, le Chant du cygne d'Anton Tchekhov avec Ian McKellen et Edward Petherbridge.
Cela démontrait la polyvalence de la scène, adapté à la fois à la danse et au concert, mais aussi au théâtre classique et moderne. Il accueille des productions en tournée, ainsi que le championnat du monde de snooker.
Le public est assis sur trois côtés, personne n'est à plus de la longueur d'un guichet de cricket, soit 22 yards (20 mètres) de l'artiste ou d'une boule de billard. Par conséquent, même si la salle peut accueillir 980 personnes, le spectateur a une relation intime avec l'activité sur scène.
Le bâtiment a été rénové entre 2007 et fin 2009, pour la somme de 15 000 000 £. Au cours de cette période, il fut uniquement ouvert pour les championnats du monde de snooker 2008 et 2009.
Le Crucible a rouvert comme théâtre le 11 février 2010 avec une production de d'Henrik Ibsen, Un ennemi du peuple. L'inauguration officielle par le comte de Wessex eut lieu le 18 février 2010.

## Théâtre
Le Crucible est un théâtre de productions. Les spectacles y sont conçus et répétés. Ces productions sont normalement supervisés par l'association « Sheffield Theatres »

## Salle de sports
Le championnat du monde de snooker se déroule chaque année au Crucible depuis 1977. La salle a également accueilli des championnats d'autres sports en salle comme le tennis de table et le squash.
Joueurs ayant disputé au moins 1 000 frames au Crucible
- 1 846 - Stephen Hendry (7 fois champion du monde) ;
- 1 680 - Steve Davis (6 fois champion du monde) ;
- 1 558 - Jimmy White (6 fois finaliste) ;
- 1 311 - Ronnie O'Sullivan (7 fois champion du monde) ;
- 1 199 - John Higgins (4 fois champion du monde) ;
- 1 108 - John Parrott (champion du monde en 1991).

Joueur ayant gagné au moins 1 000 frames au Crucible
- 1 068 - Stephen Hendry